# 訃報 2006年2月
訃報 2006年2月（ふほう 2006ねん2がつ）では、2006年2月中に物故した、又は物故が報じられた人物についてまとめる。

## （1日 - 14日）

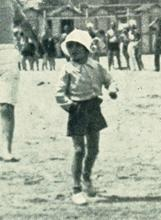
ロマーノ・ムッソリーニ／2月3日没

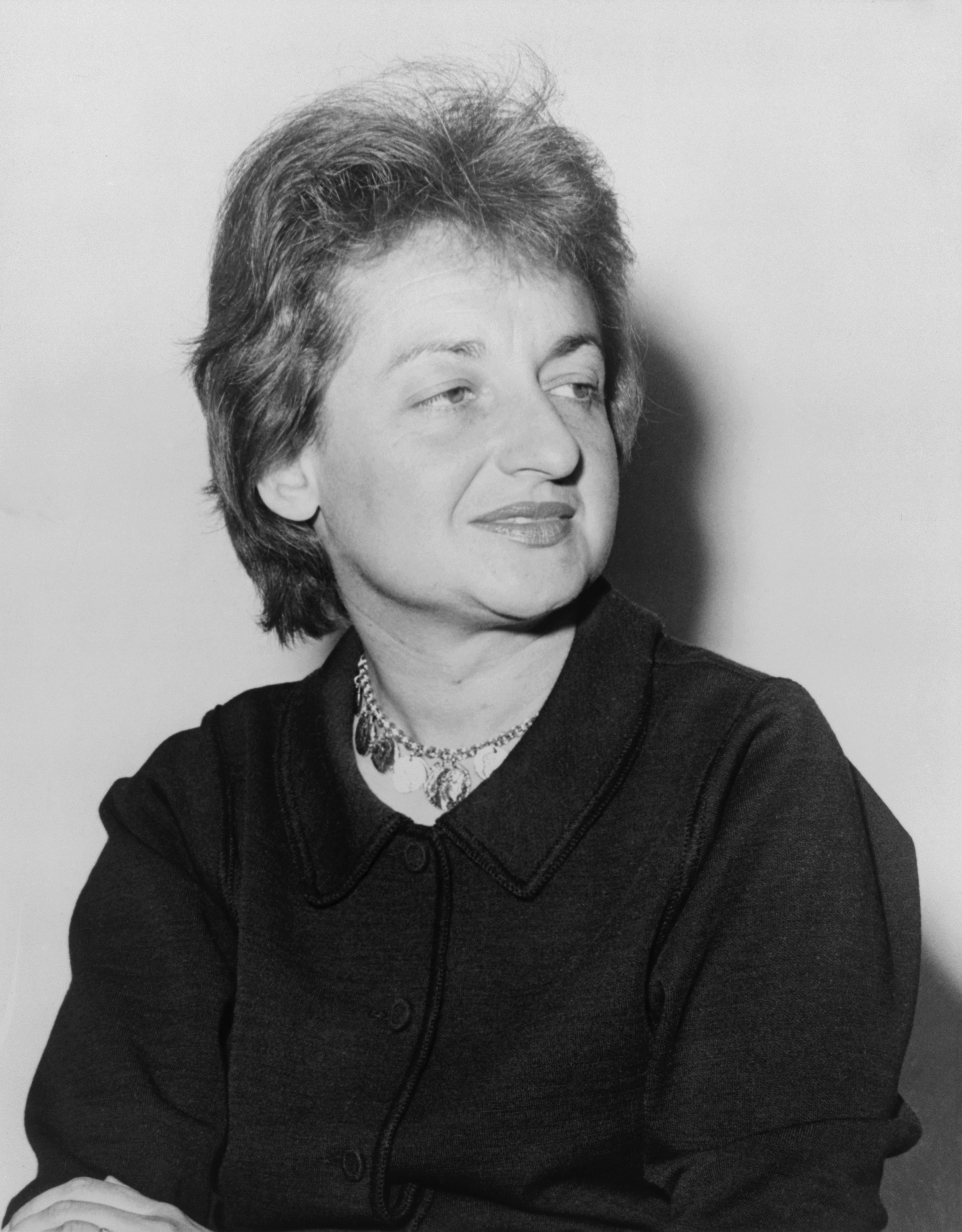
ベティ・フリーダン／2月4日没

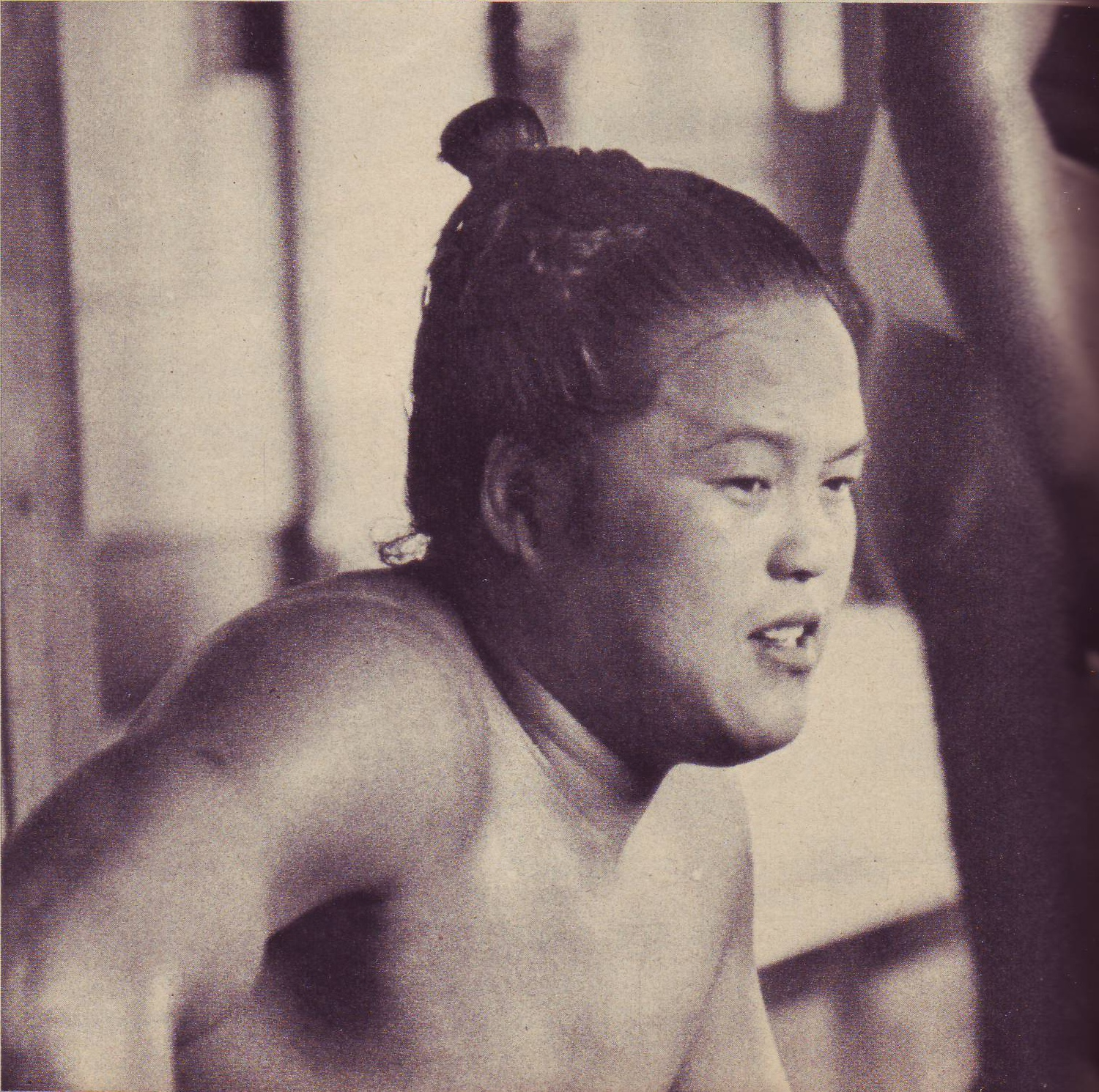
双ツ龍徳義／2月4日没

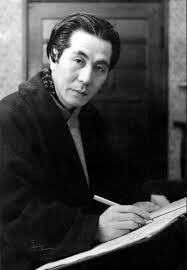
伊福部昭／2月8日没

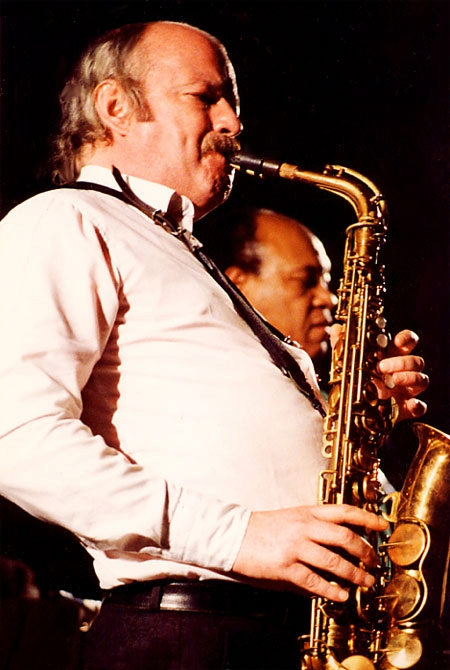
エルトン・ディーン／2月8日没

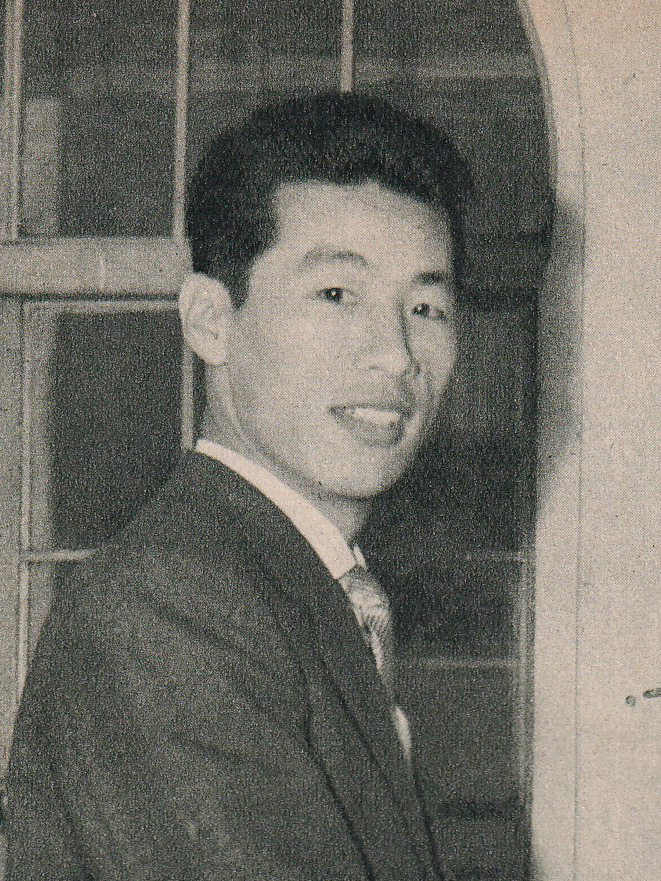
藤田元司／2月9日没

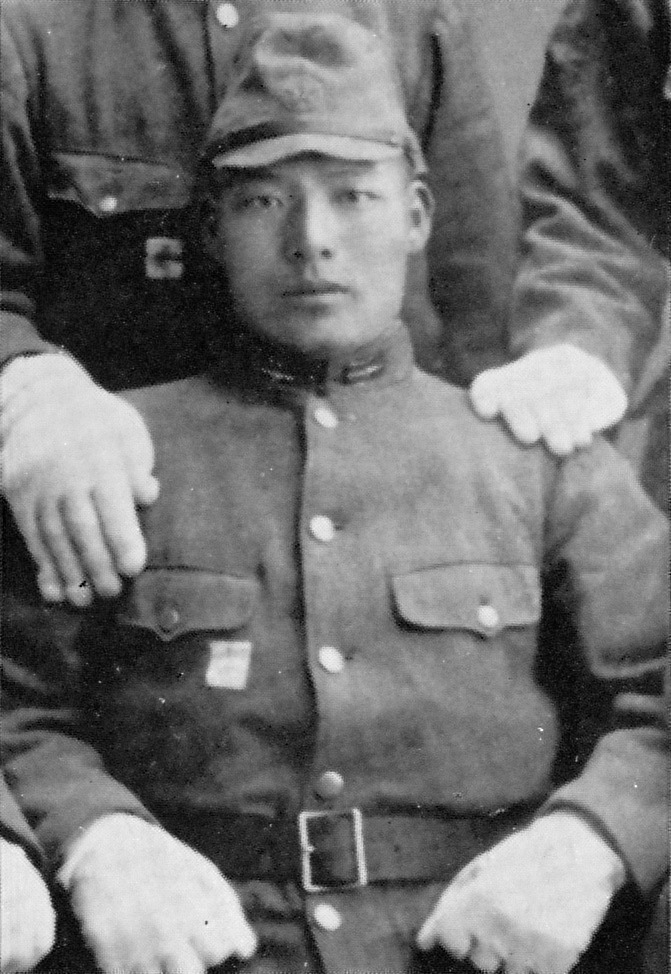
舩坂弘／2月11日没

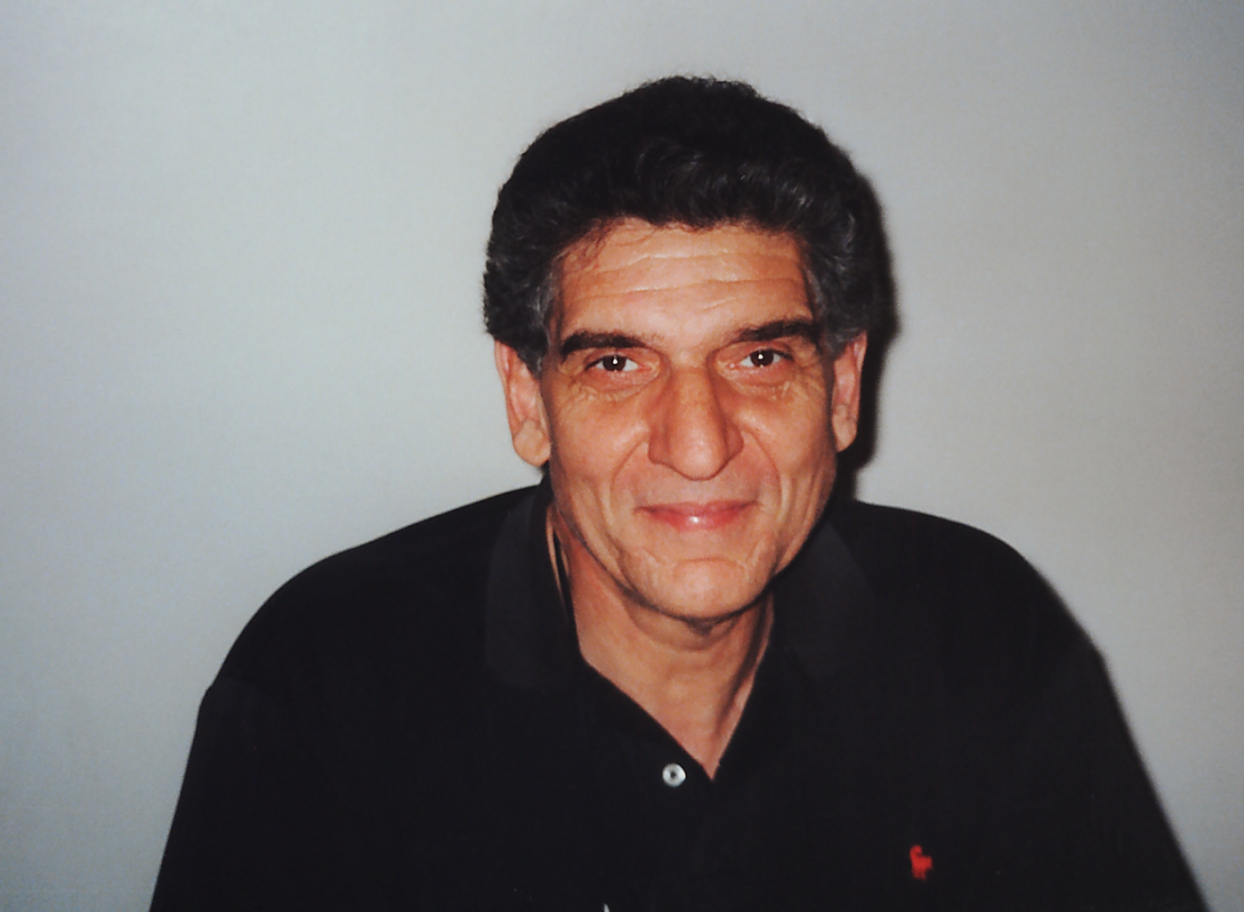
アンドレアス・カツーラス／2月13日没

- 2月3日 - 村田昭、村田製作所創業者、名誉会長（* 1921年）
- 2月3日 - ロマーノ・ムッソリーニ、 イタリアのジャズピアニスト、ベニート・ムッソリーニの息子（* 1927年）
- 2月4日 - 谷よしの、女優（*1917年)
- 2月4日 - ベティ・フリーダン（Betty Friedan）、 アメリカ合衆国の女性運動活動家（* 1921年）
- 2月4日 - 双ツ龍徳義、元大相撲前頭筆頭、粂川親方（* 1930年）
- 2月5日 - 都留重人、経済学者、一橋大学名誉教授（* 1912年）[1]
- 2月6日 - 戸谷公次、俳優、声優、ナレーター（* 1948年）
- 2月7日 - 吉田佐、作曲家（* 1937年）
- 2月7日 - 富樫洋一、サッカージャーナリスト、解説者（* 1951年）[1]
- 2月8日 - 伊福部昭、作曲家（* 1914年）[1][2]
- 2月8日 - エルトン・ディーン（Elton Dean）、 イギリスのジャズサクソフォーン奏者（* 1945年）
- 2月8日 - 千葉晴久、1972年札幌オリンピック・インスブルックオリンピックアルペンスキー選手（* 1951年）[1]
- 2月9日 - イボヤ・チャーク、 ハンガリーの陸上選手、1936年ベルリンオリンピック女子走高跳金メダリスト（* 1915年）
- 2月9日 - 藤田元司、元プロ野球選手【読売ジャイアンツ所属】、読売ジャイアンツ監督（* 1931年）[1]
- 2月10日 - フィル・ブラウン（Phil Brown）、 アメリカ合衆国の俳優（* 1916年）
- 2月11日 - 舩坂弘、軍人、復員後は大盛堂書店代表取締役会長 （* 1920年）[3]
- 2月11日 - ピーター・ベンチリー、 アメリカ合衆国の作家（* 1940年）
- 2月12日 - 日下圭介、推理作家（* 1940年）[1]
- 2月13日 - ベティー・ウィルソン、 アメリカ合衆国のスーパーセンテナリアン（* 1890年）[4]
- 2月13日 - アンドレアス・カツーラス、 アメリカ合衆国の俳優（* 1946年）
- 2月14日 - ダリー・コール（Darry Cowl）、 フランスの俳優、ミュージシャン（* 1925年）

## （15日 - 28日）

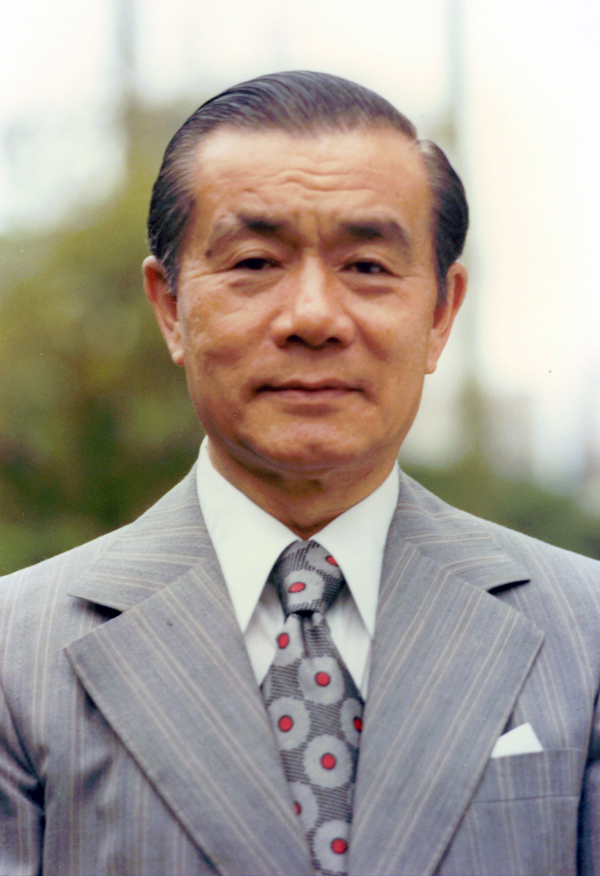
孫運璿／2月15日没

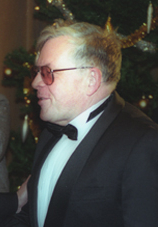
アンドレイ・ペトロフ／2月15日没

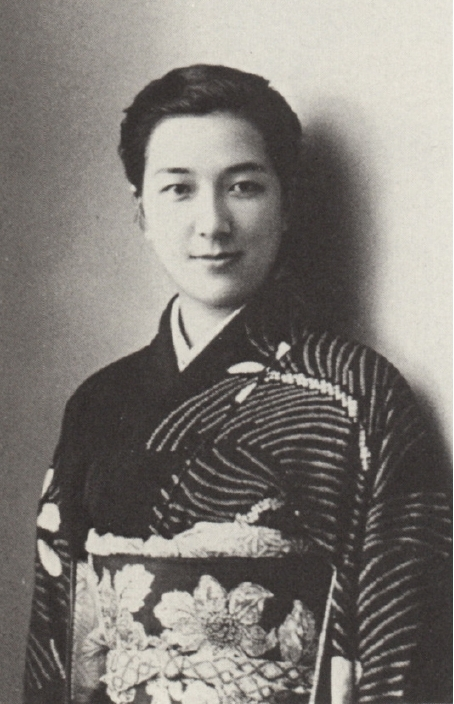
茨木のり子／2月17日没

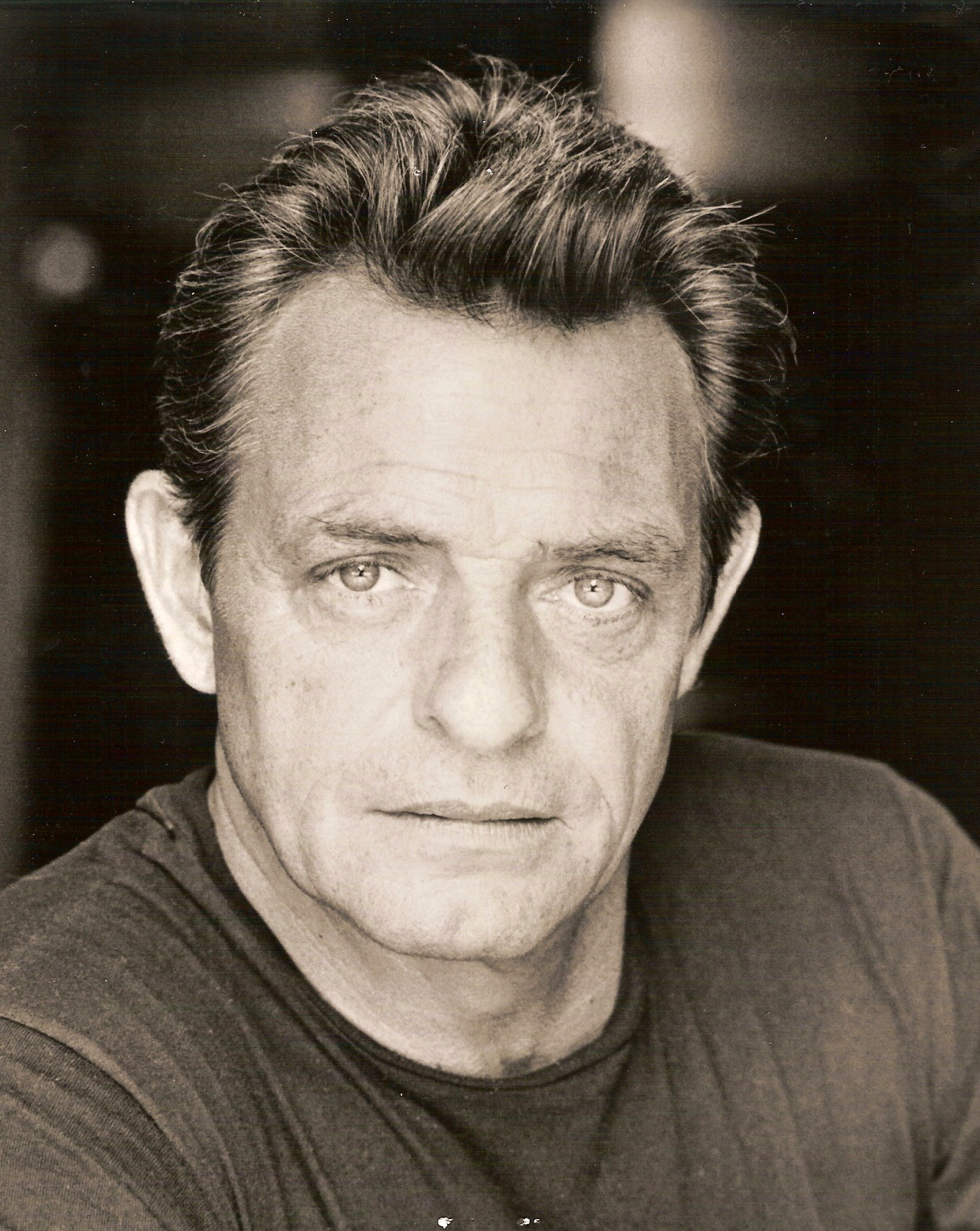
リチャード・ブライト／2月18日没

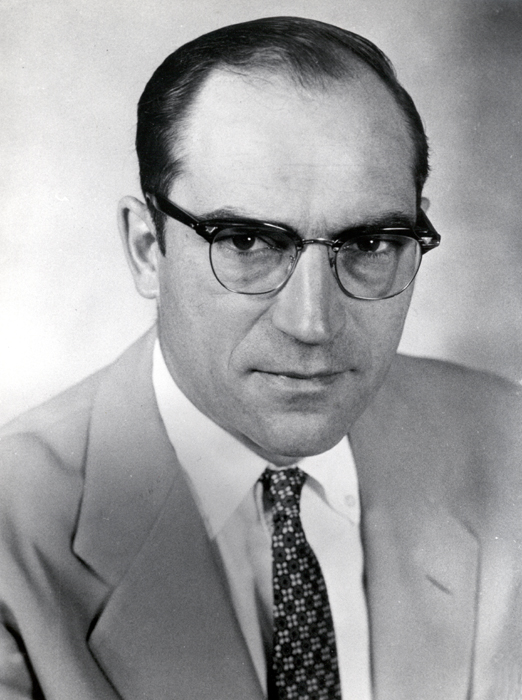
ルナ・レオポルド／2月23日没

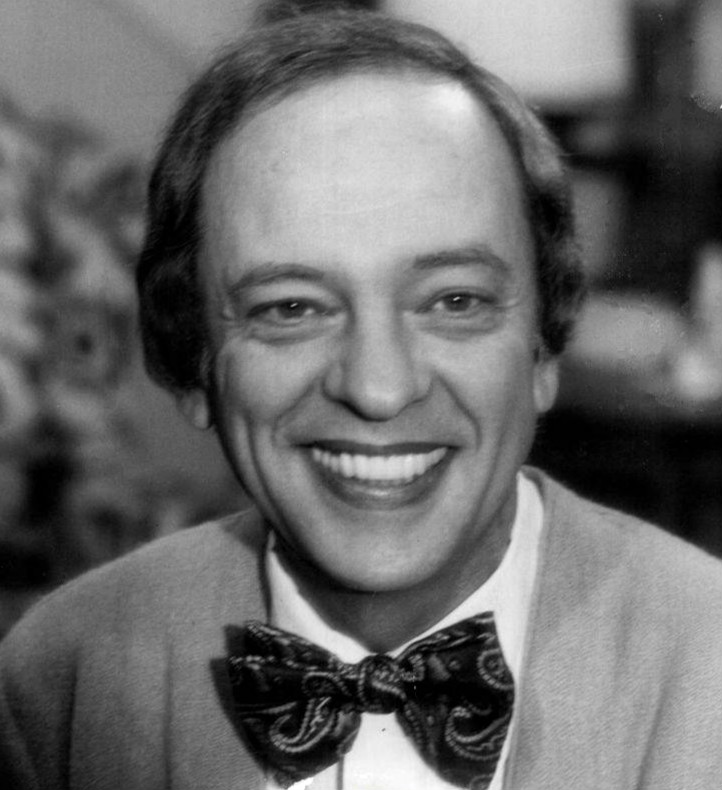
ドン・ノッツ／2月24日没

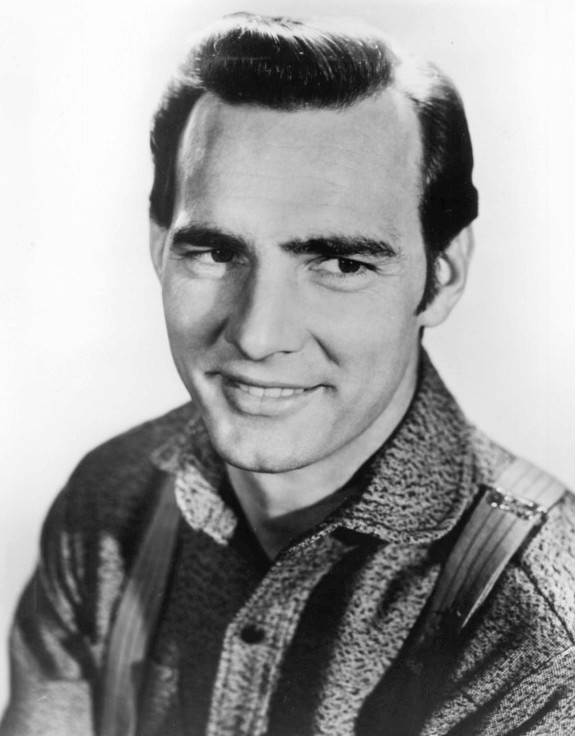
デニス・ウィーバー／2月24日没

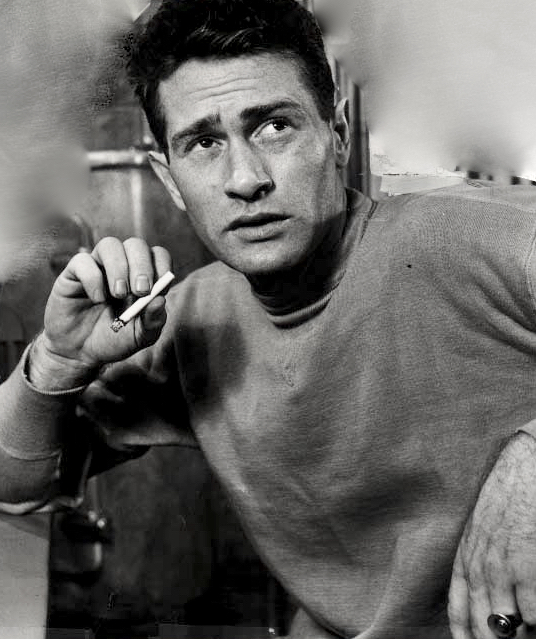
ダーレン・マクギャヴィン／2月25日没

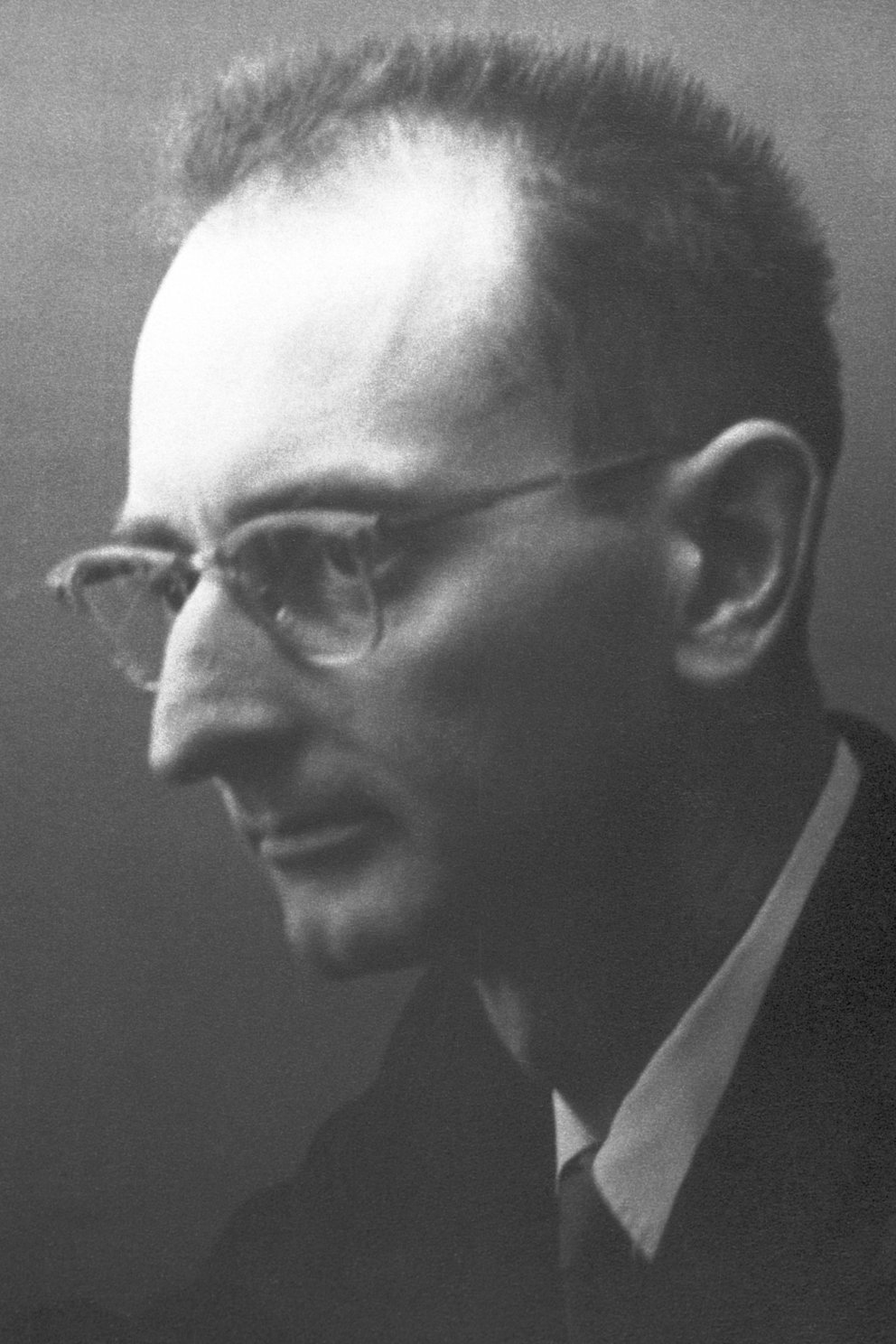
オーウェン・チェンバレン／2月28日没

- 2月15日 - 孫運璿、 中華民国（台湾）の元行政院長（* 1913年）
- 2月15日 - アンドレイ・ペトロフ、 ロシアの作曲家（* 1930年）
- 2月16日 - スージー・ギブソン、 アメリカ合衆国のスーパーセンテナリアン（* 1890年）[4]
- 2月16日 - 建畠覚造、彫刻家、文化功労者（* 1919年）
- 2月17日 - 茨木のり子、詩人（* 1926年）
- 2月17日 - レイ・バレット（Ray Barretto）、 アメリカ合衆国のジャズパーカッション奏者（* 1929年）
- 2月18日 - リチャード・ブライト、 アメリカ合衆国の俳優（* 1937年）
- 2月20日 - 角田達郎、西日本旅客鉄道初代社長（* 1928年）
- 2月20日 - 田辺昭三、考古学者（* 1933年）
- 2月21日 - 柳宗民、園芸評論家、NHK教育テレビジョン「趣味の園芸」講師（* 1927年）
- 2月21日 - ゲンナジイ・アイギ、 ロシア・チュヴァシ共和国の詩人（* 1934年）
- 2月21日 - ミルコ・マルヤノヴィッチ、 セルビアの元首相（* 1937年）
- 2月22日 - サイド・モハメド・ジョハル（Said Mohamed Djohar）、 コモロの元大統領（* 1918年）
- 2月22日 - 小池澄、名古屋鉄道元副社長、名鉄百貨店元社長（* 1922年）
- 2月22日 - 福島次郎、作家（* 1930年）
- 2月23日 - ルナ・レオポルド、地形学者・水文学者（* 1915年）
- 2月24日 - 秋玲二、漫画家・画家（* 1910年）[5]
- 2月24日 - ドン・ノッツ、 アメリカ合衆国の俳優・声優（* 1924年）
- 2月24日 - デニス・ウィーバー、 アメリカ合衆国の俳優（* 1924年）[6]
- 2月25日 - ダーレン・マクギャヴィン、 アメリカ合衆国の俳優（* 1922年）
- 2月28日 - オーウェン・チェンバレン、 アメリカ合衆国の物理学者、ノーベル物理学賞受賞者（* 1920年）
- 2月28日 - 加藤六月、元衆議院議員【自由民主党・新進党などに所属】、元農林水産大臣（* 1926年）